# 안데르스 아르보렐리우스

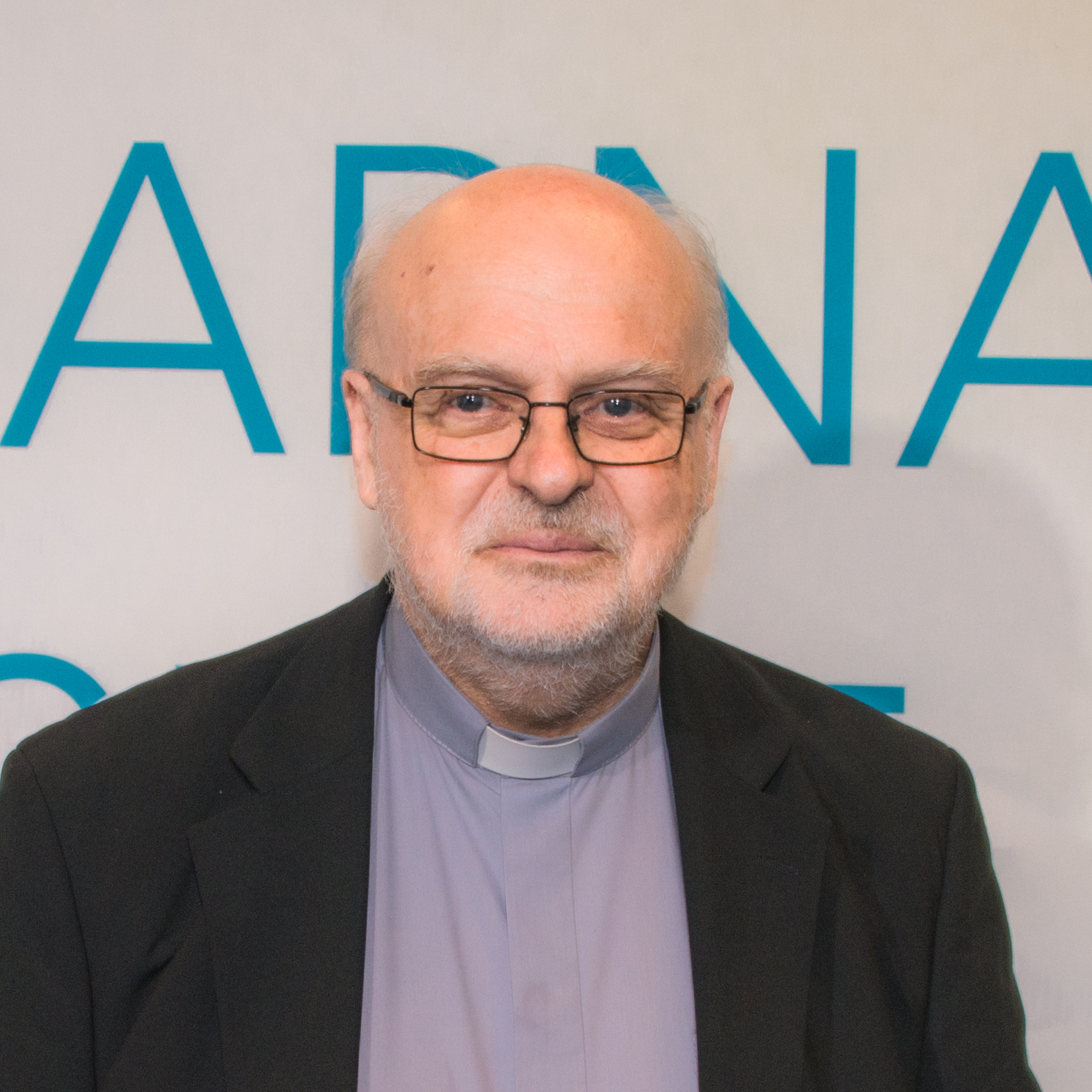
Anders Arborelius (2019)

추기경 문장

안데르스 아르보렐리우스(스웨덴어: Anders Arborelius, 1949년 9월 24일 - )는 스웨덴의 맨발의 가르멜회 수사이자 추기경이다. 1998년 이래 스톡홀름 교구장(Bishop of Stockholm )을 지내고 있으며, 2017년 6월 28일 교황 프란치스코에 의해 스웨덴의 첫 추기경으로 서임되었다.

## 유년 시절과 사제 서품
아르보렐리우스는 1949년 9월 24일 스위스 소렝고에서 스웨덴인 부모 사이에 태어나 스코네의 룬드에서 성장하였다. 루터교 신자로 자란 그는 항상 관상 생활을 열망하였다. 그는 “나는 언제나 기도 생활과 조용한 경배를 갈망하였다.”고 회고하였다. 1년 반 동안 그는 가톨릭 신앙에 대해 관찰하며 공부한 후 “나는 가톨릭 신앙을 통해 진리를 알게 되었다”고 고백하며 20세의 나이에 가톨릭으로 회심했다.
회심 후 처음에 그는 본당 사목을 맡는 사제가 되기를 바랐으나 리지외의 데레사 성녀의 자서전 《한 영혼의 이야기》를 읽고 맨발의 가르멜회에 입회하기를 바랐다. 1971년 가톨릭 신자가 된 지 2년 만에 그는 맨발의 가르멜회에 입회하여 노라비 수도원에 들어갔다. 1977년 아르보렐리우스는 벨기에 브뤼허에서 종신 서원을 했으며, 철학과 신학 박사학위를 취득했다. 또한 그는 룬드 대학교에서 현대 언어학 공부를 하였으며, 1979년 9월 8일 말뫼에서 사제 서품을 받았다.

## 주교
1998년 11월 17일 아르보렐리우스는 교황 요한 바오로 2세에 의해 스톡홀름의 주교로 임명되었으며, 같은 해 12월 29일 스톡홀름 교구장 후베르투스 브란덴부르크 주교에 의해 주교 서품을 받았다. 그는 브란덴부르크의 뒤를 이어 스웨덴의 유일한 가톨릭 교구인 스톡홀름 교구장이 되면서 종교개혁 이후 첫 번째 스웨덴인 가톨릭 주교이자 스칸디나비아의 두 번째 가톨릭 주교가 되었다.

## 추기경
2017년 5월 21일 교황 프란치스코는 스웨덴의 첫 추기경으로 아르보렐리우스를 서임한다고 발표하였다. 아르보렐리우스는 2017년 6월 28일 바티칸 성 베드로 대성전에서 추기경에 서임되었다.